# Wolfraam-182
Wolfraam-182 of 182W is een stabiele isotoop van wolfraam, een overgangsmetaal. Het is een van de vier stabiele isotopen van het element, naast wolfraam-183, wolfraam-184 en wolfraam-186. De abundantie op Aarde bedraagt 26,5%. Daarnaast komt ook de langlevende radio-isotoop wolfraam-180 op Aarde voor. 
Wolfraam-182 kan ontstaan door radioactief verval van tantaal-182, renium-182 of osmium-186.
{\displaystyle {\ce {{^{182}_{73}Ta}->{^{182}_{74}W}+{e^{-}}+{\bar {\nu }}_{e}}}}
{\displaystyle {\ce {{^{182}_{75}Re}->{^{182}_{74}W}+{e^{+}}+{\nu }_{e}}}}
{\displaystyle {\ce {{^{186}_{76}Os}->{^{182}_{74}W}+\,_{2}^{4}\alpha }}}
Men vermoedt dat de isotoop via alfaverval vervalt naar de stabiele isotoop hafnium-178. 
{\displaystyle {\ce {{^{182}_{74}W}->{^{178}_{72}Hf}+\,_{2}^{4}\alpha }}}
Wolfraam-182 heeft echter een halfwaardetijd die vele malen groter is dan de leeftijd van het universum en dus kan de isotoop de facto als stabiel beschouwd worden.
157W · 158W · 158mW · 159W · 160W · 161W · 162W · 163W · 164W · 165W · 166W · 167W · 168W · 169W · 170W · 171W · 172W · 173W · 174W · 175W · 176W · 177W · 178W · 179W · 179m1W · 179m2W · 179m3W · 180W · 180m1W · 180m2W · 181W · 182W · 183W · 183mW · 184W · 185W · 185mW · 186W · 186m1W · 186m2W · 187W · 188W · 189W · 190W · 190mW · 191W · 192W · 193W · 194W · 195W · 196W · 197W